# August Prokop

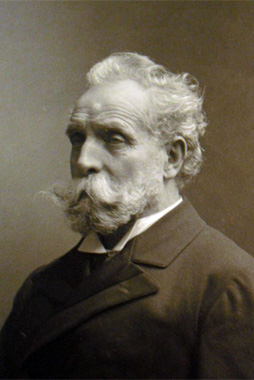
August Prokop

August Prokop (* 15. August 1838 in Iglau; † 18. August 1915 in Gries) war ein österreichischer Architekt, der in Brünn und Wien arbeitete.

## Leben
August Prokop war der Sohn des Oberlandesgerichtssekretärs Franz Prokop und dessen Frau Anna geb. Mayer. Im Jahr 1868 heiratete er Adolfine geb. Lamprecht (1844–1906). Aus dieser Ehe ging der früh verstorbene Sohn Zdenko Friedrich (1870–1872) hervor.
Nach dem Gymnasium in Iglau, Olmütz und Brünn studierte Prokop von 1858 bis 1861 am k.k. Polytechnischen Institut und von 1861 bis 1867 an der Akademie der bildenden Künste Wien, wo seine Lehrer Friedrich von Schmidt, August Sicard von Sicardsburg und Eduard van der Nüll waren.
Nach dem Studium wurde August Prokop 1867 Zivilarchitekt und von 1869 bis 1872 Oberingenieur bei der Wiener Baugesellschaft. 1874 war er bei dem Bauunternehmen Anton Ölzelt tätig. Ab 1878 war er Professor für Architekturgeschichte an der Technischen Hochschule Brünn, wo er 1882/83 als Rektor amtierte. Von 1882 bis 1892 war August Prokop Direktor des Mährischen Gewerbemuseums in Brünn. Im Jahr 1892 wurde er Ordentlicher Professor für Hochbau, Kunst- und Baugeschichte an der Technischen Hochschule Wien als Nachfolger von Josef Stummer von Traunfels (1808–1891). Dort amtierte er 1896/97 als Rektor.

## Auszeichnungen und Ämter
- 1884: Dombaumeister in Brünn
- K. k. Hofrat
- Diözesan-Baurat
- Franz-Joseph-Orden

## Bauwerke
Wohn- und Geschäftsbauten
- 1873: Schloss Fußdorf in Rantířov

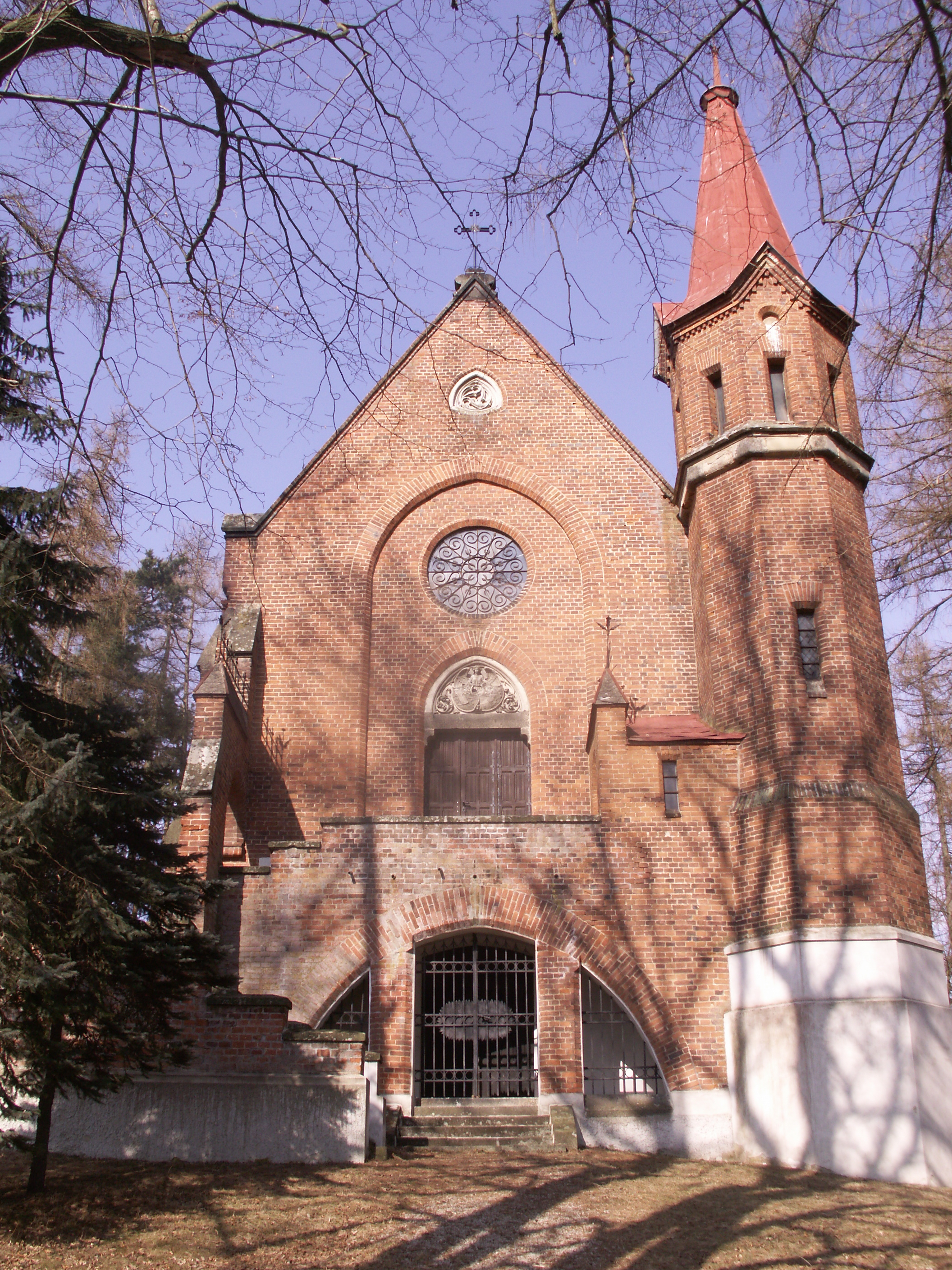
Fürstenkapelle mit Gruft der Familie Lobkowitz in Nettin

- 1883–1885: Villa Hermine Ripkové in Brünn
- 1884: Villa Redlich in Austerlitz
- 1886: Zinshäuser Bares, Mares ul. 8–14, Brünn
- 1886–1888: Schloss, Fremersberg bei Baden-Baden (Umbau)
- 1888: Haus Lang in Brünn
- 1890–1891: Schloss in Mittrow
- 1894–1895: Villa Bergauer, Wattmanngasse 47 in Wien (mit J. Mochal)

Öffentliche Bauten
- 1867: Turnhalle in Brünn

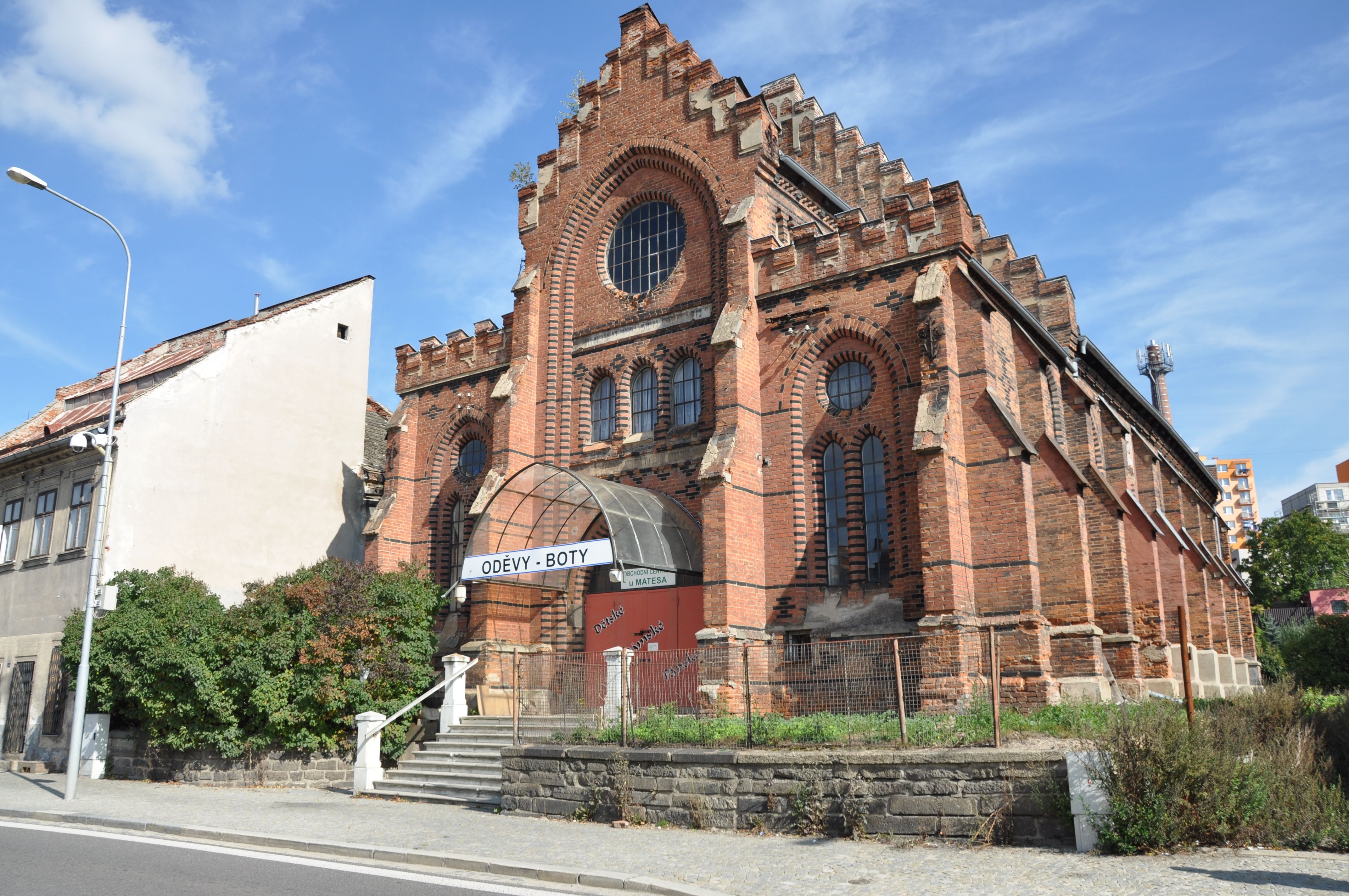
Neue Synagoge in Groß-Meseritsch

- 1867–1870: Neue Synagoge in Groß-Meseritsch
- 1868: Fürstenkapelle mit Kreuzweg und Gruft der Familie Lobkowitz in Nettin
- 1880: Pfarrkirche St. Nikolaus in Bosenitz
- 1883–1884: Restaurierung der Kirche St. Laurenz in Brünn
- 1886–1888: Bischöfliche Residenzkapelle in Brünn
- 1889–1891: Kathedrale St. Peter und Paul in Brünn (Restaurierung des Hochchores)
- 1894: Begräbniskapelle der Bergbauunternehmerfamilie Rahn auf dem Friedhof in Rossitz (zugeschrieben)